# Eta Apodis
Désignations
Eta Apodis (en abrégé η Aps) est une étoile de la constellation australe de l'Oiseau de paradis. Elle est visible à l'œil nu avec une magnitude apparente de 4,90. D'après la mesure de sa parallaxe annuelle par le satellite Gaia, l'étoile est distante d'environ ∼ 142 a.l. (∼ 43,5 pc) de la Terre. Elle se rapproche du Système solaire à une vitesse radiale de −9 km/s.

## Propriétés
Eta Apodis est une étoile Am, ce qui indique que son spectre montre une surabondance particulière de certains métaux. En particulier, il s'agit d'une étoile de type A2 qui possède un excès en chrome et en europium. De plus, son spectre présente des caractéristiques magnétiquement induites, qui indiquent la présence d'un champ de surface d'une force d'approximativement 360 G. Le photométrie du satellite TESS a permis de déterminer que Eta Apodis est une étoile variable de type α2 Canum Venaticorum avec une période de variation de 5,19 jours, ce qui est cohérent avec la présence d'un champ magnétique et ses propriétés chimiques. L'amplitude de la variation n'est que d'un millième de magnitude.
Eta Apodis est une jeune étoile âgée d'approximativement de 250 millions d'années et qui est 1,77 fois plus massive que le Soleil. Son rayon est 2,13 fois plus grand que le rayon solaire, elle est 15,5 fois plus lumineuse que le Soleil et sa température de surface est de 7 860 K. Elle tourne lentement sur elle-même pour une étoile de type A, avec une vitesse de rotation projetée de 17 km/s.
D'après les observations réalisées par le télescope spatial Spitzer, Eta Apodis présente un excès démission dans l'infrarouge à une longueur d'onde de 24 μm. Il pourrait être du à la présence d'un disque de débris de poussières orbitant à une distance de plus de 31 ua de l'étoile.